# Phrynobatrachus auritus
Phrynobatrachus auritus es una especie  de anfibios de la familia Phrynobatrachidae.

## Distribución geográfica
Se encuentra en el Camerún, el sur de la República Centroafricana, República del Congo, República Democrática del Congo, Guinea Ecuatorial, Gabón, Nigeria, Ruanda, oeste de Uganda y, posiblemente en el enclave de Cabinda (Angola).  

## Estado de conservación
Se encuentra amenazada por la pérdida de su hábitat natural.